# Russische Faschistische Partei

Logo der RFP

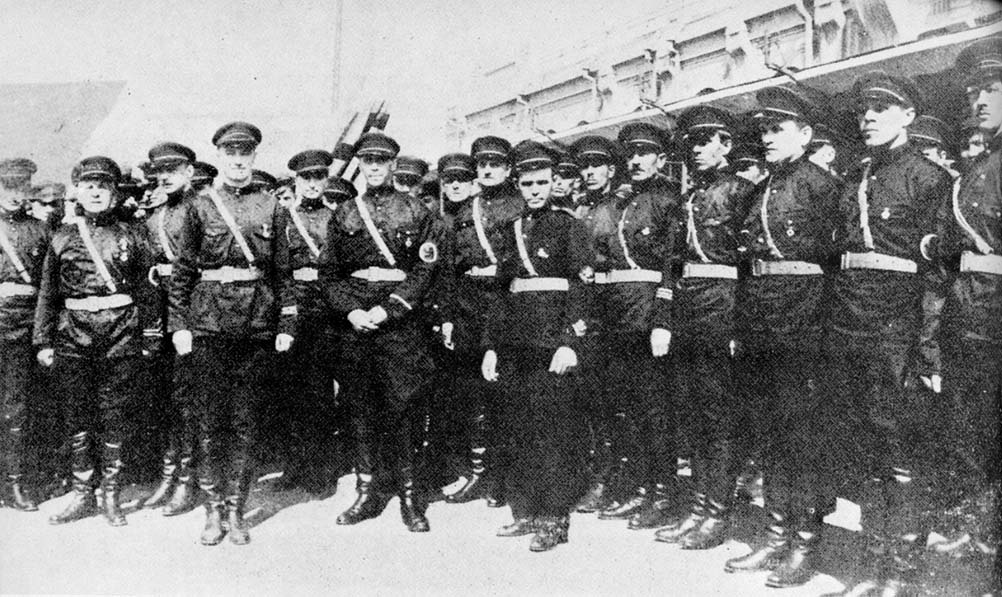
RFP-Schwarzhemden am Bahnhof von Harbin (1934)

Die Russische Faschistische Partei (RFP; russisch Российская фашистская партия; Manchmal auch All-Russische Faschistische Partei) war eine von russischen Emigranten gegründete faschistische Kleinpartei mit Sitz in Mandschukuo während der 1930er und 1940er Jahre.

## Geschichte

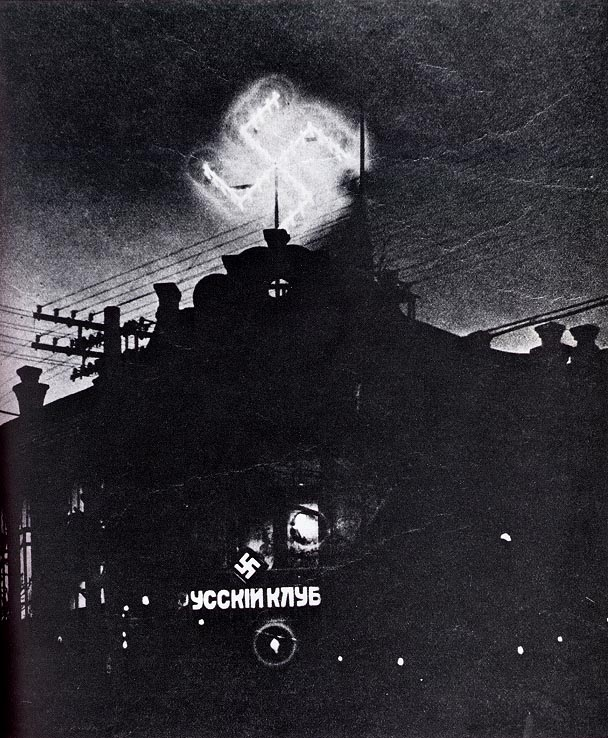
Hell erleuchtetes Hakenkreuz der RFP über dem „Russischen Klub“ in Manzhouli (1934)

Faschistisches Gedankengut war auch unter den russischen Emigranten in der Mandschurei seit der Oktoberrevolution verbreitet und wurde dort von kleineren Vereinigungen wie der Russischen Faschistischen Organisation propagiert. Bei einem Geheimtreffen dieser verschiedenen Gruppierungen wurde schließlich die RFP unter dem Vorsitz des ehemaligen Generalmajors der Zaristischen Armee Wladimir Kosmin gegründet. Mit der Ernennung von Konstantin Rodsajewski zum Generalsekretär des Zentralkomitees der Partei am 26. März 1931 wurde dieser somit faktisch zu deren „Führer“. Mit ihrem Wahlspruch „Gott, Nation, Arbeit“ und der Veröffentlichung der Zeitschrift Nazija („Die Nation“) forderte die Partei eine am italienischen Faschismus orientierte Politik; so wollte sie aus der schwankenden Haltung der bolschewistischen Führung hinsichtlich äußerer und innerer Opposition ihren Nutzen ziehen.
Durch ihre Kollaboration mit dem Japanischen Kaiserreich entwickelte sich die RFP zur einflussreichsten Emigrantengruppe in Mandschukuo und eröffnete 1932 in Harbin sogar eine Parteischule. Rodsajewski unterstützte auch die Kaiserlich Japanische Armee bei der Gründung einer rein russischen Spezialeinheit in der Kwantung-Armee, welche im Falle einer japanischen Invasion Sibiriens und der Pazifikregion Russlands Sabotageaktionen gegen die Rote Armee ausführen sollte.
Die Partei unterhielt enge Verbindungen zu gleichgesinnten Gruppierungen in den Vereinigten Staaten, darunter auch derjenigen des Exilanten Anastassi Wonsjazki. Die RFP und Wonsjazkis All-Russische Faschistische Organisation vereinbarten am 24. März 1934 in Tokio einen Zusammenschluss; Über Rodsajewskis Versuch, sich auch eher konservativen Russen zu öffnen sowie über seinen Antisemitismus, den Wonsjazki als zu destruktiv und zu „deutsch“ empfand, sollte es später noch Uneinigkeit geben. Schließlich wurde die Zusammenarbeit doch aufgekündigt, und Wonsjazki wurde 1935 ausgeschlossen. Er gründete danach in den USA die antikommunistische Splittergruppe Russische Nationalrevolutionäre Partei, deren Absicht darin bestand, „in Russland eine wahrhaft demokratische Regierung zu bilden.“
Gleichwohl war die RFP unter Rodsajewski stark angewachsen und zählte im Mai 1935 nach eigenen Angaben rund 20.000 Aktivisten. 1934 waren die "Russische Faschistische Frauenbewegung" (Rossijskoje Schenskoje Faschistskoje Dwischenije) und verschiedene Jugendorganisationen als Tochterorganisationen der RFP gegründet worden. Rodsajewskis Buch Der russische Nationalstaat beschrieb die Zielsetzung der Partei, bis zum 1. Mai 1938 faschistische Verhältnisse in Russland eingeführt zu haben, was das Vorhaben einer Judenverfolgung miteinschloss. Dies deutete auf einen eindeutigen Bruch mit dem gemäßigten Wonsjazki-Flügel. Die Partei hatte auch einen starken Bezug zur Russisch-Orthodoxen Kirche, wovon sie sich eine besondere Beziehung zwischen Kirche und Staat im geplanten faschistischen Russland versprach. Sie versicherte auch, die Traditionen der unterschiedlichen russischen Ethnien zu respektieren und für einen Korporatismus einzutreten.
Bei Kriegsausbruch wurden die Aktivitäten der RFP außerhalb Mandschukuos langsam eingestellt, die Partei selber war in ihrem Wirken durch die Japaner eingeschränkt, was dem Japanisch-Sowjetischen Neutralitätspakt geschuldet war. Das Ende der Partei kam 1945 mit dem Einmarsch der Roten Armee in Mandschukuo. Rodsajewski ergab sich letztlich, wurde verhaftet und im Folgejahr hingerichtet.